# دودلي دوكر
فرانك دودلي دوكر (بالإنجليزية: Frank Dudley Docker)‏ (26 أغسطس 1862 - 8 يوليو 1944) رجل أعمال وممول إنجليزي، ولاعب كريكيت من الدرجة الأولى لديربيشاير في عامي 1881 و 1882.